# Ngày Môi trường Thế giới
Ngày Môi trường Thế giới (tiếng Anh: World Environment Day - viết tắt: WED) được Đại hội đồng Liên Hợp Quốc đã quyết định chọn ngày 5 tháng 6 từ năm 1972 và giao cho Chương trình Môi trường (UNEP) của Liên Hợp Quốc có trụ sở tại Nairobi, Kenya tổ chức kỷ niệm sự kiện này 

## Tổ chức kỷ niệm

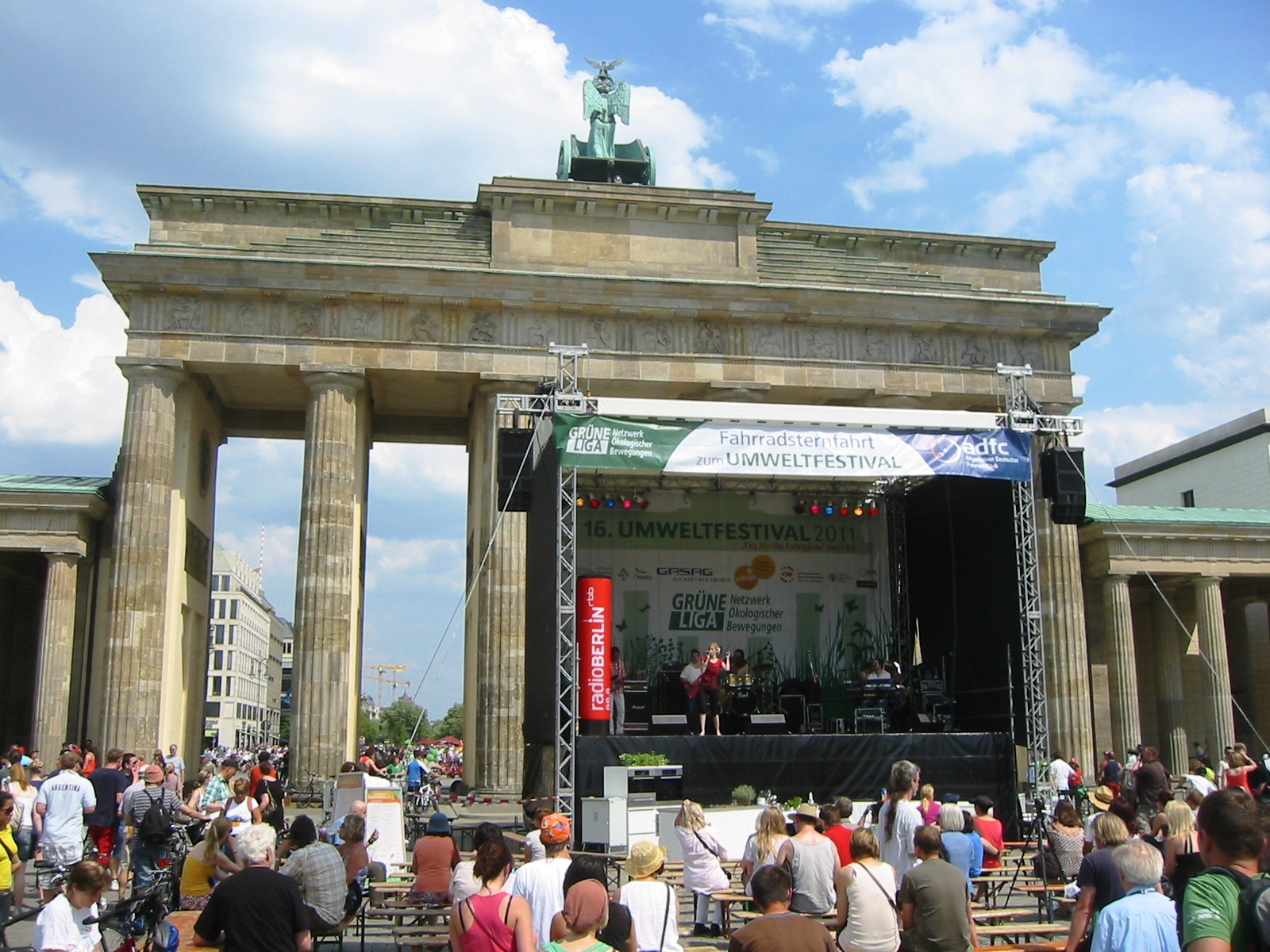
Lễ hội môi trường năm 2011 trước Cổng Brandenburg, Đức

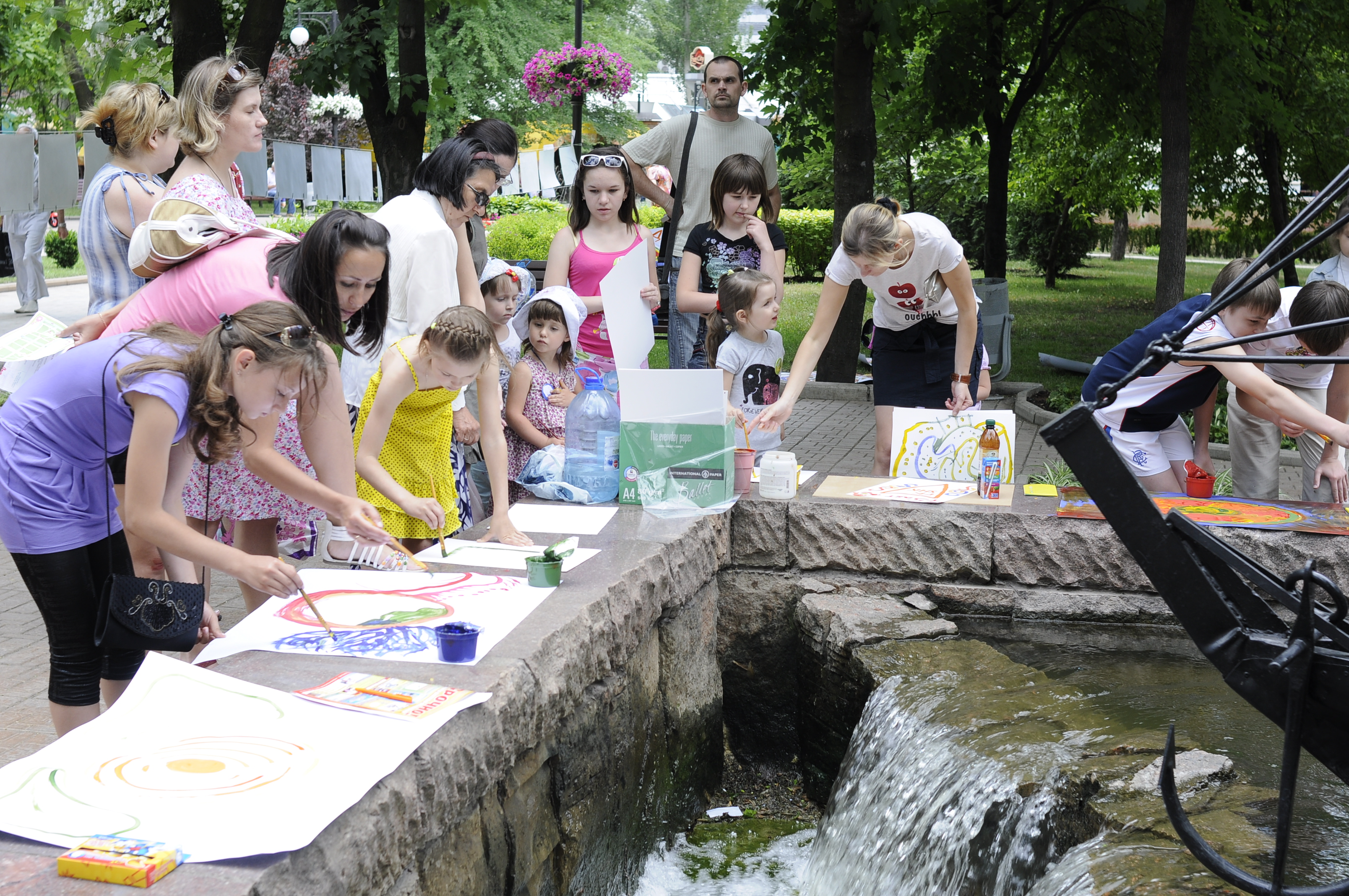
Ngày Môi trường Thế giới năm 2011 tại Donetsk, Ukraine

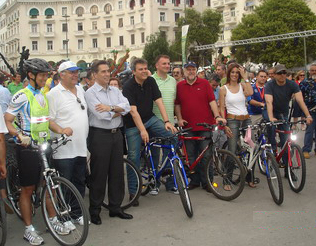
Đạp xe vì môi trường

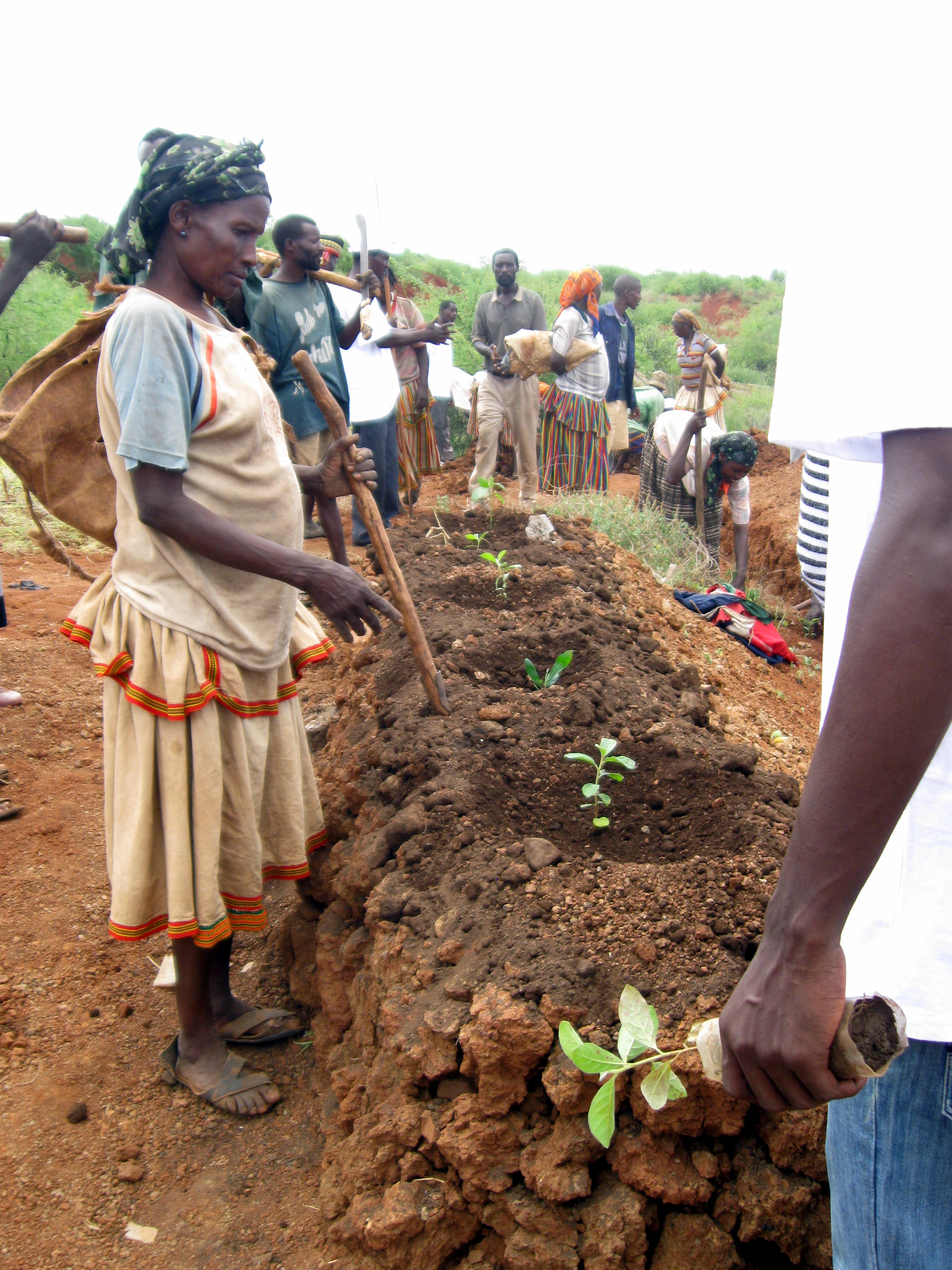
Trồng cây Ngày môi trường năm 2012 tại Konso - Ethiopia.

Ngày 5 tháng 6 năm 1972, nhân ngày khai mạc Hội nghị Môi trường Thế giới đầu tiên tổ chức tại Stockholm, Thụy Điển, Ngày Môi trường thế giới đã chính thức được công bố bởi Chương trình Môi trường Liên Hợp Quốc (United Nations Environment Programme). Trong phiên họp ngày 15 tháng 12 năm 1972, Đại hội đồng Liên Hợp Quốc đã ra quyết nghị chính thức. Kể từ đó, hơn 150 quốc gia trên thế giới đã hưởng ứng tham gia vào ngày kỷ niệm này. Cách hoạt động hưởng ứng thường được tổ chức trong tuần lễ quanh ngày 5 tháng 6 hàng năm.
Các thành phố đăng cai tổ chức các hoạt động quốc tế nhân Ngày Môi trường Thế giới :
| Năm  | Chủ đề | Nơi tổ chức chính                                         |
| ---- | --- | --------------------------------------------------------- |
| 2019 | Ô nhiễm không khí | Trung Quốc                                                |
| 2018 | Giải quyết ô nhiễm nhựa và nilon |                                                           |
| 2017 | Connecting People to Nature – in the city and on the land, from the poles to the equator (Kết nối Con người với Thiên nhiên - trong thành phố và trên đất liền, từ các cực đến xích đạo) | Canada                                                    |
| 2016 | Fight against the illegal trade in wildlife (Đấu tranh chống lại việc buôn bán bất hợp pháp động vật hoang dã)                                                                           | Angola                                                    |
| 2015 | Seven Billion Dreams. One Planet. Consume with Care. | Ý                                                         |
| 2014 | Raise your voice, not the sea level | Barbados, một đảo quốc độc lập phía đông của biển Caribe. |
| 2013 | Think.Eat.Save | Ulaanbaatar, Mông Cổ                                      |
| 2012 | Green Economy: Does it include you? | Rio de Janeiro, Brasil                                    |
| 2011 | Forests: Nature at your Service | New Delhi, Ấn Độ                                          |
| 2010 | Many Species. One Planet. One Future | Pittsburgh, Hoa Kỳ                                        |
| 2009 | Your Planet Needs You - UNite to Combat Climate Change | Mexico City, México                                       |
| 2008 | Kick The Habit - Towards A Low Carbon Economy | Wellington, New Zealand                                   |
| 2007 | Melting Ice – a Hot Topic? | Tromsø, Na Uy                                             |
| 2006 | Deserts and Desertification - Don't Desert Drylands! | Algiers, Algérie                                          |
| 2005 | Green Cities – Plan for the Planet! | San Francisco, Hoa Kỳ                                     |
| 2004 | Wanted! Seas and Oceans – Dead or Alive? | Barcelona, Tây Ban Nha                                    |
| 2003 | Water – Two Billion People are Dying for It! | Beirut, Liban                                             |
| 2002 | Give Earth a Chance | Shenzhen, Trung Quốc                                      |
| 2001 | Connect with the World Wide Web of Life | Torino, Ý và La Habana, Cuba                              |
| 2000 | The Environment Millennium - Time to Act | Adelaide, Úc                                              |
| 1999 | Our Earth - Our Future - Just Save It! | Tokyo, Nhật Bản                                           |
| 1998 | For Life on Earth - Save Our Seas | Moskva, Nga                                               |
| 1997 | For Life on Earth | Seoul, Hàn Quốc                                           |
| 1996 | Our Earth, Our Habitat, Our Home | Istanbul, Thổ Nhĩ Kỳ                                      |
| 1995 | We the Peoples: United for the Global Environment | Pretoria, Nam Phi                                         |
| 1994 | One Earth One Family | Luân Đôn, Anh Quốc                                        |
| 1993 | Poverty and the Environment - Breaking the Vicious Circle | Bắc Kinh, Trung Quốc                                      |
| 1992 | Only One Earth, Care and Share | Rio de Janeiro, Brasil                                    |
| 1991 | Climate Change. Need for Global Partnership | Stockholm, Thụy Điển                                      |
| 1990 | Children and the Environment | Mexico City, México                                       |
| 1989 | Global Warming; Global Warning | Brussels, Bỉ                                              |
| 1988 | When People Put the Environment First, Development Will Last | Bangkok, Thái Lan                                         |
| 1987 | Environment and Shelter: More Than A Roof | Nairobi, Kenya                                            |
| 1986 | A Tree for Peace |                                                           |
| 1985 | Youth: Population and the Environment |                                                           |
| 1984 | Desertification |                                                           |
| 1983 | Managing and Disposing Hazardous Waste: Acid Rain and Energy |                                                           |
| 1982 | Ten Years After Stockholm (Renewal of Environmental Concerns) |                                                           |
| 1981 | Ground Water; Toxic Chemicals in Human Food Chains |                                                           |
| 1980 | A New Challenge for the New Decade: Development Without Destruction |                                                           |
| 1979 | Only One Future for Our Children - Development Without Destruction |                                                           |
| 1978 | Development Without Destruction |                                                           |
| 1977 | Ozone Layer Environmental Concern; Lands Loss and Soil Degradation |                                                           |
| 1976 | Water: Vital Resource for Life |                                                           |
| 1975 | Human Settlements |                                                           |
| 1974 | Only one Earth | Spokane, Hoa Kỳ                                           |